# Tura (Krasnojarský kraj)
Tura (rusky Тура) je vesnice v Rusku v Krasnojarském kraji, čítá asi 5 tisíc obyvatel. Tura byla do 1. ledna 2007 správním střediskem Evenckého autonomního okruhu, než byl zrušen, a až do roku 2011 byla sídlem městského typu. Leží na řece Dolní Tunguzce. Průmysl je dřevařský, v osadě je regionální muzeum.